# Димитър Арнаудов (Малко Търново)
Вижте пояснителната страница за други личности с името Димитър Арнаудов.
Димитър Филипов Арнаудов е български революционер, деец на Вътрешната македоно-одринска революционна организация.

## Биография
Арнаудов е роден в 1879 година в Малко Търново. Завършва прогимназия в родния си град и от 1899 година е учител в Калово, Конак, Блаца, Раклица и Каракоч. На Великден 1903 година Кръстю Българията го заклева за член на ВМОРО. Работи за разширяване на революционната мрежа и унищожаване на хайдутите като Петър Странджалията. Арнаудов образува смъртна дружина. На 1 юни 1903 година се връща в Малко Търново. В началото на Илинденско-Преображенското въстание като събирач на десятъка в Сърмашик убива един турски офицер – юзбашията Ахмед ага, и се присъединява към четата на Дико Джелебов. През октомври участва в нападението на турското село Сазара.
След амнистията на 4 април 1904 година се връща в Малко Търново. Става учител в Раклица. През юли 1905 година е арестуван в Малко Търново за убийството на турския офицер в Сърмашик и осъден на смърт, като присъдата по-късно е заменена от султана с доживотен затвор. В затвора превежда на български Майн Рид. След два неуспешни опита за бягство е амнистиран след Младотурската революция в 1908 година. Учителства в Блаца.
При избухването на Балканската война в 1912 година е доброволец в Македоно-одринското опълчение и служи в 1-ва рота на Лозенградската партизанска дружина на Димитър Аянов и в 4-а рота на 15-а щипска дружина. Награден е с орден „За храброст“ ІV степен. Уволнен е на 7 март 1913 година поради болест.
Участва в Първата световна война. След нея в 1919 година става член на БРСДП (широки социалисти) и при участието им в управлението е назначен за околийски началник в Малко Търново и остава на поста до 4 август 1919 г. След Деветоюнския преврат в 1923 година става член на Либералната партия и общински съветник.
На 5 септември 1925 година Димитър Арнаудов, Лефтер Мечев, Георги Чепов, Георги Ганчев и Тодор Петков – всичките от Малко Търново, преминават нелегално границата между България и Турция, разкопават гроба на Георги Кондолов в Паспаловската могила и пренасят костите на войводата в Малко Търново. След време те са пренесени на Петрова нива, където се съхраняват в нишата на паметника.
По почин на Арнаудов в центъра на Малко Търново е построена чешма–паметник на Преображенското въстание.
Умира в Бургас в края на 1963 година.